# Peroxodiphosphorsäure
Peroxodiphosphorsäure ist eine Oxosäure des Phosphors. Ihre Salze heißen Peroxodiphosphate. Sie ist neben der Peroxomonophosphorsäure eine der beiden bekannten Peroxophosphorsäuren.

## Geschichte
Die beiden Peroxophosphorsäuren wurden 1910 erstmals von Julius Schmidlin und Paul Massini hergestellt und beschrieben. Hier wurde sie mit schlechter Ausbeute aus hochkonzentrierter Diphosphorsäure und Wasserstoffperoxid erhalten.
{\displaystyle {\ce {H4P2O7 + H2O2 -> H4P2O8 + H2O}}}

## Gewinnung und Darstellung
Peroxodiphosphorsäure kann durch die Umsetzung von Phosphorsäure mit Fluor erhalten werden, wobei als Nebenprodukt auch Peroxomonophosphorsäure entsteht.
{\displaystyle {\ce {2 H3PO4 + F2 -> H4P2O8 + 2 HF}}}
Die Verbindung ist nicht kommerziell verfügbar und muss vor der Anwendung hergestellt werden. Peroxodiphosphate werden durch eine anodische Oxidation von Phosphatlösungen gewonnen.

## Eigenschaften
Peroxodiphosphorsäure stellt eine vierbasige Säure dar. Die vier Säurekonstanten betragen pKS1 ≈ −0,3, pKS2 ≈ 0,5, pKS3 = 5,2 und pKS4 = 7,6. In wässriger Lösung erfolgt beim Erwärmen eine Disproportionierung zu Peroxomonophosphorsäure und Phosphorsäure.
{\displaystyle {\ce {H4P2O8 + H2O <=> H3PO5 + H3PO4}}}